# Rhodothraupis celaeno
Rhodothraupis celaeno là một loài chim trong họ Cardinalidae.